# Nigel Pierre
Nigel Pierre (Saint Joseph, 2 luglio 1979) è un ex calciatore trinidadiano, di ruolo attaccante.

## Carriera

### Nazionale
Ha debuttato in Nazionale il 12 ottobre 1999, nell'amichevole Panama-Trinidad e Tobago (2-2), gara in cui ha siglato una rete. Ha partecipato, con la Nazionale, alla CONCACAF Gold Cup 2002. Ha collezionato in totale, con la maglia della Nazionale, 58 presenze e 21 reti.

## Palmarès

### Club

#### Competizioni nazionali
- Campionato trinidadiano di calcio: 1

San Juan Jabloteh: 2003
- Coppa di Trinidad e Tobago: 3

Joe Public: 2001, 2007
San Juan Jabloteh: 2005

#### Competizioni internazionali
- CFU Club Championship: 1

Joe Public: 2000